# Fjodor Iwanowitsch Tolbuchin

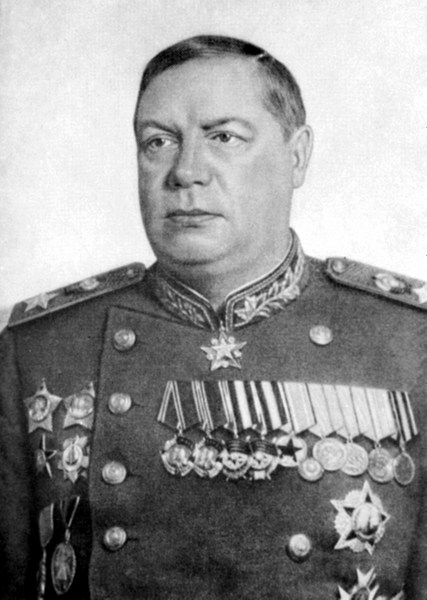
Fjodor Iwanowitsch Tolbuchin

Fjodor Iwanowitsch Tolbuchin (russisch Фёдор Иванович Толбухин, wiss. Transliteration Fëdor Ivanovič Tolbuchin; * 4. Junijul. / 16. Juni 1894greg. in Androniki, Gouvernement Jaroslawl, Russisches Kaiserreich, heute Oblast und Rajon Jaroslawl, Russland; † 17. Oktober 1949 in Moskau) war ein sowjetischer Heerführer und seit 1944 Marschall der Sowjetunion.

## Biografie
Tolbuchin wurde als Sohn von Iwan Fjodorowitsch und Anna Grigorjewna Tolbuchin in eine Bauernfamilie mit vier Söhnen und drei Töchtern geboren. In seinem Heimatdorf Androniki besuchte er zunächst die dortige Pfarrschule und absolvierte dann im Dorf Dawydkowo die Semstwoer-Realschule. Im Alter von 13 Jahren verlor er seinen Vater und Fjodor folgte seinem älteren Bruder Alexander nach St. Petersburg, wo er die folgenden drei Jahre eine Handelsschule besuchte. Ab Januar 1911 arbeitete Fjodor als Buchhalter bei der Marjinski-Gesellschaft Chlochkow & Co.
Nach Beginn des Ersten Weltkrieges wurde er im Dezember 1914 in die zaristische Armee eingezogen und nach einer Ausbildung an der Fahrerschule der Petrograder Automobilfirma, diente er als Motorradfahrer im Hauptquartier der 6. Infanteriedivision an der Nordwestfront. Im Juli 1915 absolvierte er einen beschleunigten Kurs der Oranienbaumer-Offiziersschule und wurde zum Unteroffizier befördert. Er kämpfte im Sommer 1916 an der Südwestfront als Leutnant bei der Brussilow-Offensive.

Als Bataillonskommandeur bei der 4. Zaamur-Infanteriedivision eingesetzt, nahm er im Juni 1917 an der Kerenski-Offensive teil. Im September 1917 wurde er zum Stabskapitän befördert und mit dem sibirischen 37. Reserve-Regiment nach Omsk abkommandiert, wo sich bereits die zukünftige Sowjetmacht etabliert hatte. Im Dezember 1917 wurde Fjodor wegen einer Erkrankung auf Heimaturlaub nach Jaroslawl geschickt, wo er Anfang 1918 demobilisiert wurde.

### Frühe Militärkarriere
Nach Ausbruch des Russischen Bürgerkrieges trat er im Herbst 1918 der Roten Armee bei, begann im Juni 1919 seine aktive Zeit und wurde in Smolensk als Adjutant an der Personalabteilung der Westfront eingeschrieben. Tolbuchin absolvierte erfolgreich eine viermonatige Stabsausbildung und wurde im Dezember 1919 zum Juniorassistenten im Hauptquartier der Westfront ernannt. 1920 wurde er als leitender Assistent des Chefs der Operationsabteilung der 56. Schützendivision bei der 7. roten Armee tätig. Mit dieser Division nahm er am Sowjetisch-Polnischen Krieg teil.
Am Ende des Krieges wurde er zum Assistenten des Chefs und ab November 1920 selbst zum Chef der Operationsabteilung des Hauptquartiers der 3. Armee an der Westfront ernannt. Im Dezember 1920 wurde er zum Stabschef der 56. Schützendivision des Militärbezirks Petrograd (seit 1924 – Militärbezirk Leningrad) ernannt. Die nächsten zehn Jahre verbrachte er im Personaldienst dieser Division, unterbrochen nur durch ein Studium an einem Fortbildungskurs für höheres Kommandopersonal. Von Februar bis September 1929 befehligte er das 167. Schützenregiment. Im November 1930 wurde er zum Stabschef des 1. Schützenkorps in Nowgorod ernannt und absolvierte dann 1934 die operative Fakultät der Frunse-Militärakademie. Im Januar 1935 wurde er zum Stabschef des in Leningrad stationierten 19. Schützenkorps und im September 1937 zum Kommandeur der 72. Schützendivision des Kiewer Militärbezirks ernannt. Letztere Division befehligte er aber nur für kurze Zeit, denn bereits im Juli 1938 wurde er Stabschef des Transkaukasischen Militärbezirks. Ende 1938 wurde Tolbuchin der Rang eines Divisionskommandanten verliehen.

### Im Zweiten Weltkrieg

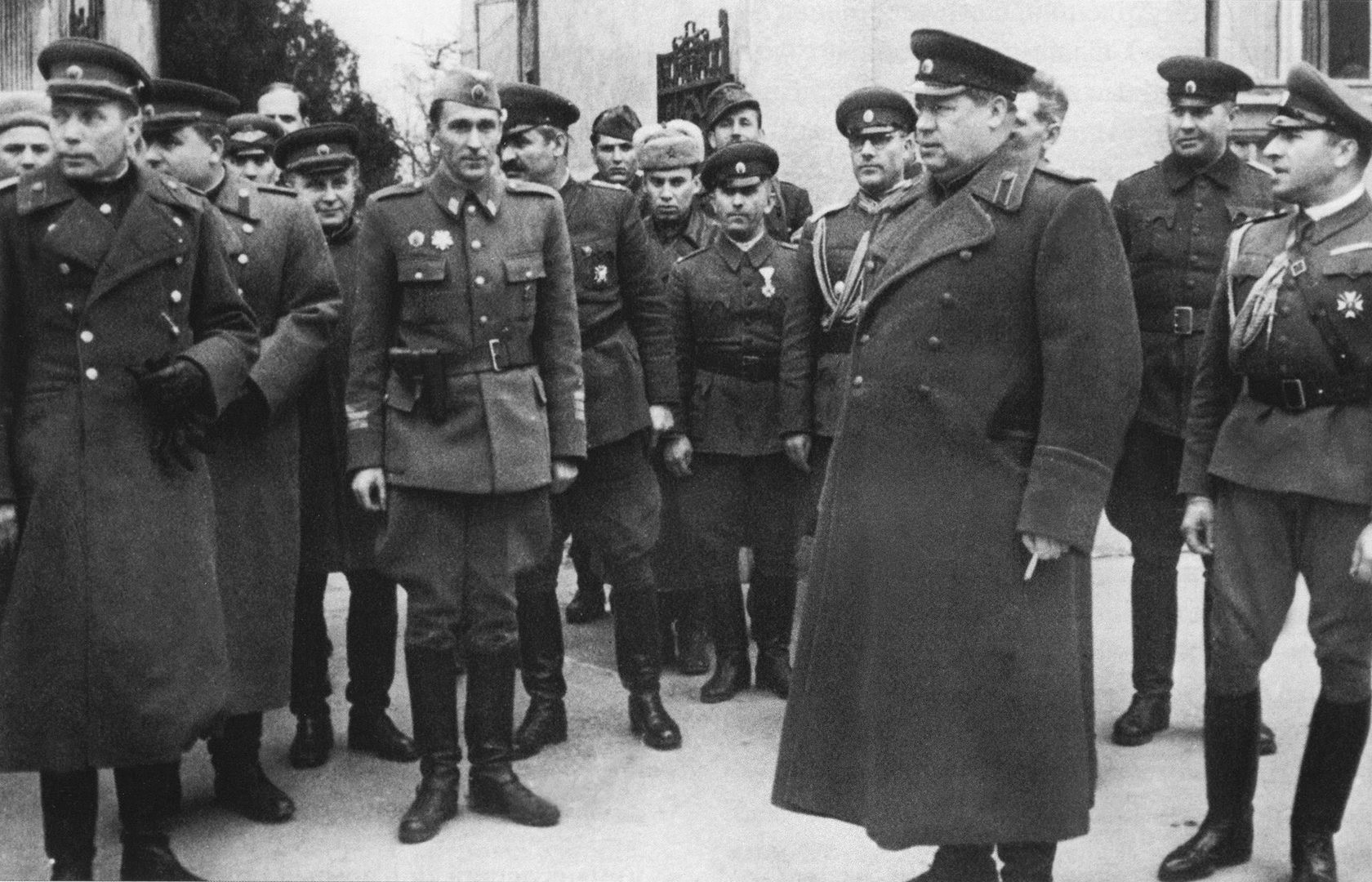
Marschall Tolbuchin inspiziert die Einheiten der 1. Bulgarischen Armee, Herbst 1944

Nach Beginn des Zweiten Weltkrieges blieb er als Generalmajor (seit Juni 1940) Stabschef der Transkaukasusfront, von Dezember 1941 bis Januar 1942 war er Stabschef der Kaukasusfront. Er entwickelte den Plan für die Landung in der Kertsch-Feodossijaer Operation. Von Januar bis März 1942 war er Stabschef der Krimfront. Am 10. März 1942 wurde er von seinem Posten als Frontstabschef entbunden und nach Moskau gerufen. Nach einem Treffen mit dem Chef des Generalstabs, Marschall Boris M. Schaposchnikow wurde er zum stellvertretenden Kommandeur des Militärbezirks Stalingrad ernannt und Ende Juli zum Oberbefehlshaber der 57. Armee der neu geschaffenen Stalingrader Front ernannt. Im Zuge der Schlacht von Stalingrad wurde die 57. Armee im südlichen Vorfeld der Stadt etabliert und nahm Mitte November an der Operation Uranus und der Einschließung der deutschen 6. Armee teil. Im März 1943 wurde er zum Kommandeur der Südfront ernannt und am 28. April zum Generaloberst ernannt. Vom 17. Juli bis 2. August 1943 versuchte er vergeblich die deutschen feindlichen Verteidigungsanlagen am Mius zu durchbrechen. Am 21. September 1943 wurde er zum Armeegeneral befördert. Am 20. Oktober 1943 wurde die Südfront in 4. Ukrainische Front umbenannt, welche die Befreiung von Nordtaurien und bis Mai 1944 die Rückeroberung der Halbinsel Krim erreichte.
Von Mai 1944 bis Juni 1945 war Tolbuchin Oberbefehlshaber der 3. Ukrainischen Front, welche im August 1944 in der Operation Jassy-Kischinew in Bessarabien (heute Moldawien) die Heeresgruppe Süd zerschlug und anschließend die Besetzung Bulgariens durchführte. Am 12. September 1944 wurde Tolbuchin für seine militärischen Erfolge auf dem Balkan zum Marschall der Sowjetunion ernannt. Am 28. September 1944 begann die 3. Ukrainische Front in Zusammenarbeit mit der Volksbefreiungsarmee Jugoslawiens mit der Durchführung der Belgrader Operation, wobei Belgrad von der deutschen Besatzung befreit wurde. Im Januar 1945 wurden seine Armeen beim Vorstoß in Danubien anfangs bei Stuhlweißenburg zurückgedrängt, hielten dann aber im März 1945 der deutschen Plattenseeoffensive erfolgreich stand und erreichten infolge der Wiener Operation am 13. April die Befreiung der österreichischen Hauptstadt Wien. Am 8. Mai 1945 trafen seine Truppen in Erlauf in Niederösterreich auf US-amerikanische Truppen.

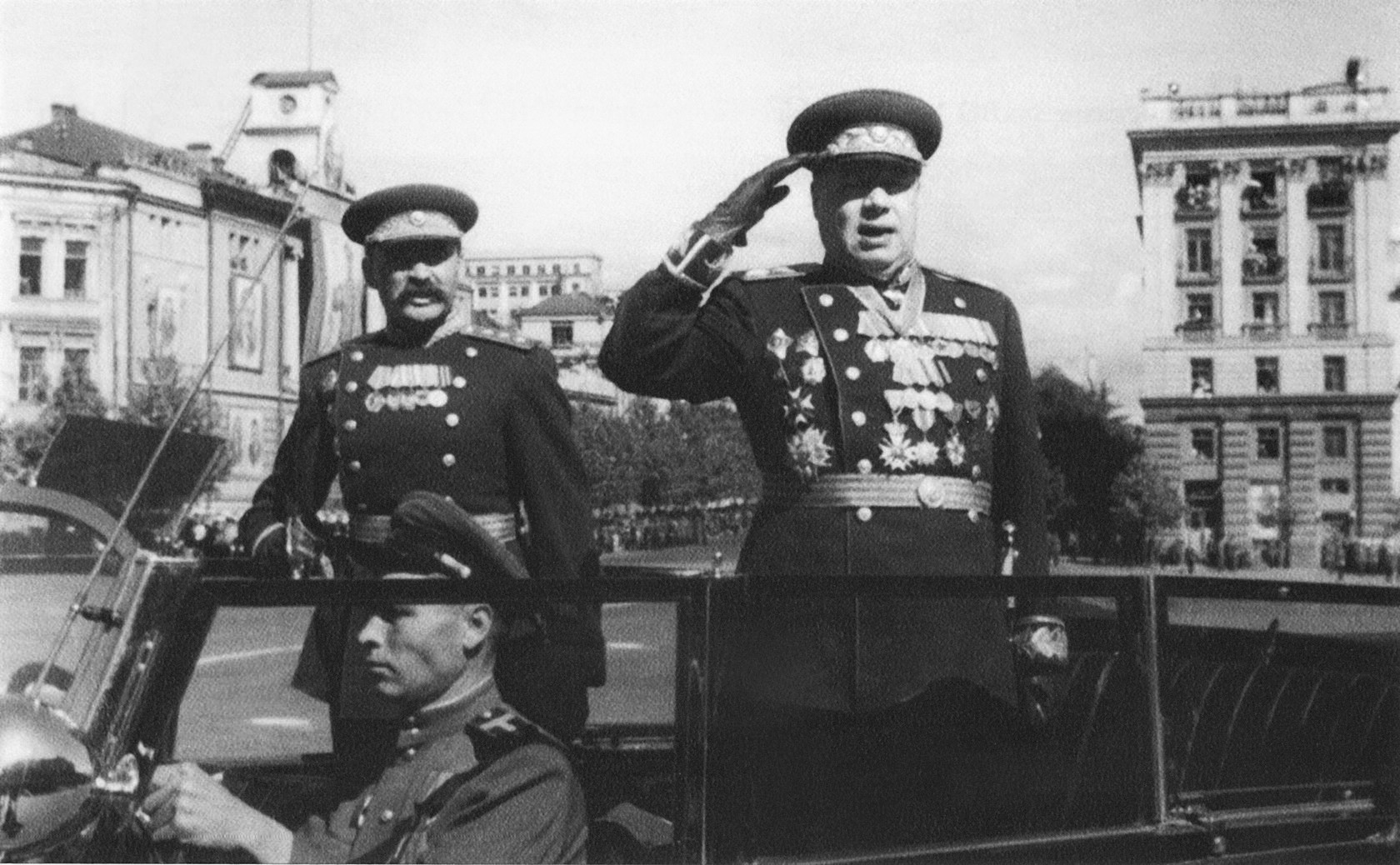
Marschall Tolbuchin an der Militärparade, 1949

### Nachkriegszeit
Nach Beendigung des Zweiten Weltkrieges war Tolbuchin von Juli 1945 bis Januar 1947 Oberbefehlshaber der Südgruppe der Sowjetarmee auf dem Gebiet Rumäniens und Bulgariens. Im Januar 1947 wurde er Kommandeur des Transkaukasischen Militärbezirks und Mitglied des Obersten Sowjet der UdSSR. Zu dieser Zeit war er bereits schwer krank. Er litt an Diabetes und Lungenkrebs und verstarb im Oktober 1949. Seine Urne wurde an der Kremlmauer in Moskau beigesetzt.

## Ehrungen

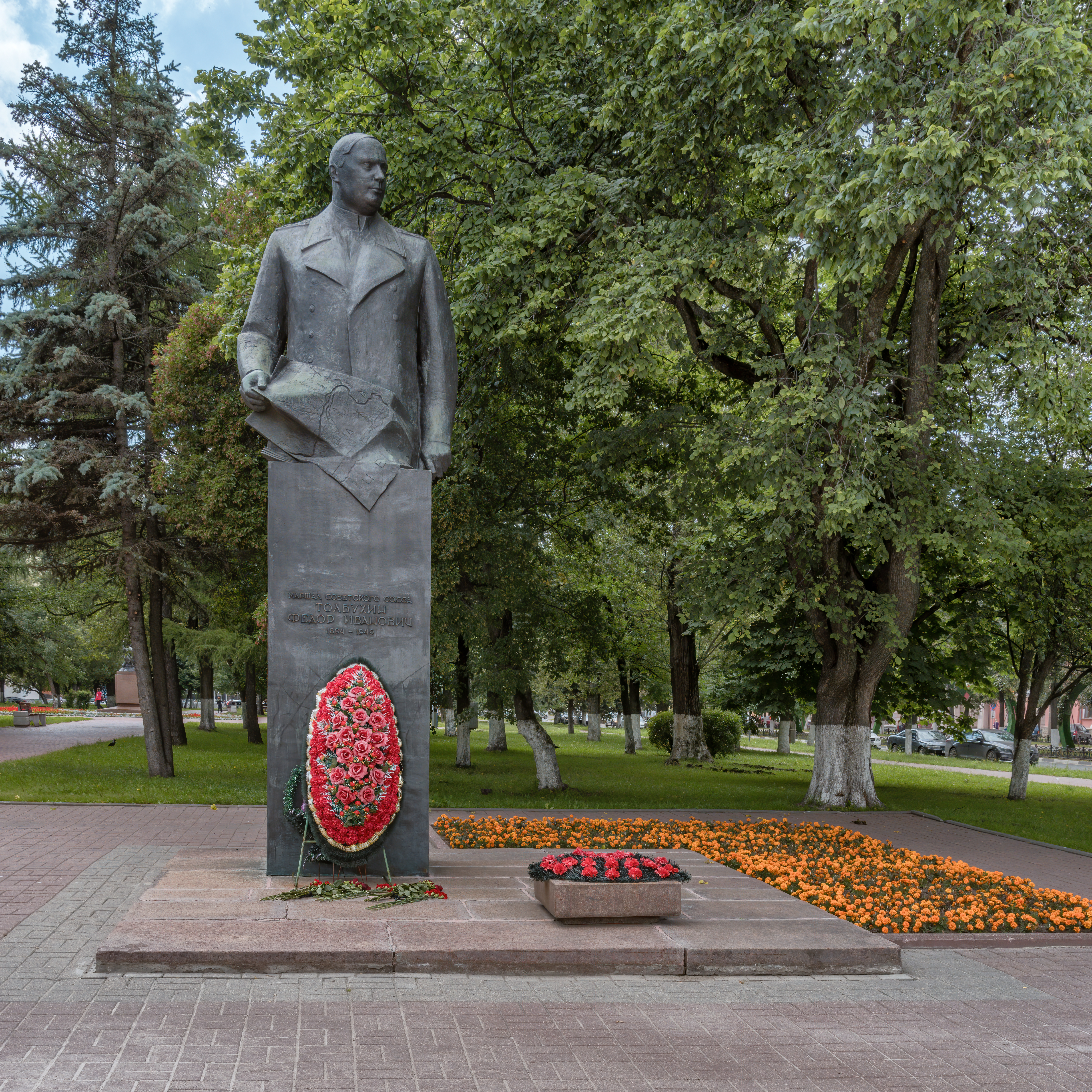
Tolbuchin-Denkmal, 1972 in Jaroslawl

- Tolbuchin war Ehrenbürger Sofias (1946) und Belgrads (1947)
- Er wurde 1965 posthum zum Helden der Sowjetunion ernannt.
- Er erhielt zahlreiche Auszeichnungen: zweimal den Leninorden, den Siegesorden, dreimal den Rotbannerorden, zweimal den Suworow-Orden 1. Klasse, den Kutusoworden 1. Klasse sowie den Orden des Roten Sterns.
- Die Stadt Dobritsch in Bulgarien war bis 1990 nach ihm benannt.
- Ein Denkmal von ihm des Bildhauers Lev Kerbel wurde auf dem Samotjotschni-Platz in Moskau errichtet.
- In Wien wurde bis 1956 die Laxenburger Straße, eine Ausfallstraße im Süden der Stadt, Tolbuchinstraße benannt.
- Die Sowjetische Post gab 1974 anlässlich seines 80. Geburtstages eine Sondermarke heraus.

Denkmäler
- Moskau von 1960
- Jaroslawl von 1972
- Sofia von 1990
- Donezk von 1995
- Petrosawodsk von 2018

## Museum
1975 wurde in seinem Geburtsdorf ein Museum eröffnet. Später wurde das Museum in das Dorf Tolbuchino übersiedelt, wo sich das Museum bis heute befindet.